# Strade Bianche femminile 2023
La Strade Bianche femminile 2023, nona edizione della corsa, valevole come prima prova dell'UCI Women's World Tour 2023 categoria 1.WWT, si è svolta il 4 marzo 2023 su un percorso di 136 km, con partenza e arrivo a Siena, in Italia. La vittoria fu appannaggio della neerlandese Demi Vollering, la quale completò il percorso in 3h50'35", alla media di 35,389 km/h, precedendo la belga Lotte Kopecky e la danese Cecilie Uttrup Ludwig. La statunitense Kristen Faulkner, arrivata terza sul traguardo, fu in seguito squalificata per aver disputato la gara indossando un misuratore di glucosio, strumento vietato dall'UCI.
Sul traguardo di Siena 75 cicliste, su 139 partite dalla medesima località, portarono a termine la competizione.

## Percorso
La gara prende il via da Siena dal piazzale della Libertà di fronte alla Fortezza Medicea e si conclude come da tradizione in Piazza del Campo, per una distanza complessiva di 136 km. Seguendo una tradizione ormai consolidata si affrontano circa 30 chilometri di strade sterrate suddivisi in otto settori. La corsa è caratterizzata, oltre che dallo sterrato, da un tracciato molto ondulato e accidentato caratterizzato da numerose curve e da una prima impegnativa ascesa con pendenze attorno al 10% all'interno del secondo tratto di sterrato. L'ultimo tratto in sterrato, quello delle Tolfe, si conclude a 12 km dall'arrivo. Tuttavia la corsa prevede ancora una difficoltà altimetrica, spesso decisiva per determinare il vincitore, infatti a due km dal traguardo finale inizia la salita di Porta di Fontebranda con pendenze al 9%-10%, massima in via di Santa Caterina (16%) a 500 metri dallo striscione d'arrivo finale di Piazza del Campo.
Settori di strade bianche
| Settore Numero | Nome                  | Chilometri         | Lunghezza (km) |
| -------------- | --------------------- | ------------------ | -------------- |
| 1              | Vidritta              | dal 17,6 al 19,7   | 2,1            |
| 2              | Bagnaia               | dal 25 al 30,8     | 5,8            |
| 3              | Radi                  | dal 36,9 al 41.3   | 4,4            |
| 4              | La Piana              | dal 47.6 al 53.1   | 5,5            |
| 5              | San Martino in Grania | dal 67.5 al 77.0   | 9,5            |
| 6              | Monteaperti           | dal 113.3 al 114.1 | 0,8            |
| 7              | Colle Pinzuto         | dal 116.6 al 119   | 2,4            |
| 8              | Le Tolfe              | dal 123.6 al 124.7 | 1,1            |

## Squadre e cicliste partecipanti
| N.      | Cod. | Squadra                        |
| ------- | ---- | ------------------------------ |
| 1-6     | SDW  | Team SD Worx                   |
| 11-16   | AGS  | AG Insurance-Soudal Quick-Step |
| 21-26   | VAI  | Aromitalia Basso Bikes Vaiano  |
| 31-36   | BPK  | BePink                         |
| 41-46   | BTW  | Born to Win G20 Ambedo         |
| 51-56   | CSR  | Canyon-SRAM Racing             |
| 61-66   | WNT  | Ceratizit-WNT Pro CT           |
| 71-76   | COF  | Cofidis Women Team             |
| 81-86   | TIB  | EF Education-Tibco-SVB         |
| 91-96   | FSF  | FDJ-Suez                       |
| 101-106 | FED  | Fenix-Deceuninck               |
| 111-116 | GBJ  | GB Junior Team Piemonte        |

| N.      | Cod. | Squadra                         |
| ------- | ---- | ------------------------------- |
| 121-126 | SBT  | Isolmant-Premac-Vittoria        |
| 131-136 | CGS  | Israel Premier Tech Roland      |
| 141-146 | LKF  | Laboral Kutxa-Fundación Euskadi |
| 151-155 | LIV  | Liv Racing TeqFind              |
| 161-166 | MOV  | Movistar Team Women             |
| 171-176 | DSM  | Team DSM                        |
| 181-186 | BEX  | Team Jayco AlUla                |
| 191-196 | JVW  | Team Jumbo-Visma                |
| 201-206 | MDS  | Team Mendelspeck                |
| 211-216 | TOP  | Top Girls Fassa Bortolo         |
| 221-226 | TFS  | Trek-Segafredo                  |
| 231-236 | UAD  | UAE Team ADQ                    |

## Ordine d'arrivo (Top 10)
| Pos. | Corridore             | Squadra  | Tempo    |
| ---- | --------------------- | -------- | -------- |
| 1    | Demi Vollering        | SD Worx  | 3h50'35" |
| 2    | Lotte Kopecky         | SD Worx  | s.t.     |
| SQ   | Kristen Faulkner      | Jayco    | a 18"    |
| 3    | Cecilie Uttrup Ludwig | FDJ-Suez | a 2'01"  |
| 4    | Annemiek van Vleuten  | Movistar | s.t.     |
| 5    | Puck Pieterse         | Fenix    | a 2'15"  |
| 6    | Katarz. Niewiadoma    | Canyon   | a 2'16"  |
| 7    | Liane Lippert         | Movistar | a 2'27"  |
| 8    | Riejanne Markus       | Jumbo    | a 2'36"  |
| 9    | Pfeiffer Georgi       | DSM      | a 2'39"  |
| 10   | Floortje Mackaij      | Movistar | a 2'41"  |